# Molophilus spiculatus
Molophilus spiculatus là một loài ruồi trong họ Limoniidae. Chúng phân bố ở miền Tân bắc.